# Harminchat költőgéniusz
A harminchat költőgéniusz (三十六歌仙; Hepburn: Sanjūrokkasen) avagy szandzsúrokkaszen azoknak a Nara-, Aszuka- és Heian-kori japán költőknek a csoportja, akiket Fudzsivara no Kintó (966–1041) jeles Heian-kori költő és udvaronc a legjobbaknak tekintett, és akiknek kiemelkedő költeményeiből antológiát állított össze.

## A lista
1. Kakinomoto no Hitomaro
2. Ki no Curajuki
3. Ósikócsi no Micune
4. Isze úrhölgy
5. Ótomo no Jakamocsi
6. Jamabe no Akahito
7. Arivara no Narihira
8. Hendzsó
9. Szoszei
10. Ki no Tomonori
11. Szarumaru no Dajú
12. Ono no Komacsi
13. Fudzsivara no Kaneszuke
14. Fudzsivara no Aszatada
15. Fudzsivara no Acutada
16. Fudzsivara no Takamicu
17. Minamoto no Kintada
18. Mibu no Tadamine
19. Kisi Dzsoó
20. Ónakatomi no Joritomo
21. Fudzsivara no Tosijuki
22. Minamoto no Sigejuki
23. Minamoto no Munejuki
24. Minamoto no Szaneakira
25. Fudzsivara no Kijotada
26. Minamoto no Sitagó
27. Fudzsivara no Okikaze
28. Kijohara no Motoszuke
29. Szakanoue no Korenori
30. Fudzsivara no Motozane
31. Ónakatomi no Josinobu
32. Fudzsivara no Nakafumi
33. Taira no Kanemori
34. Mibu no Tadami
35. Kodai no Kimi
36. Nakacukasza